# Славянская площадь
Славя́нская площадь (с XIX века по 1924 год — площадь Варва́рские Воро́та, с 1924 по 1992 год — площадь Ногина́) — московская площадь, расположенная в Китай-городе между площадью Варварские Ворота, Лубянским, Солянским и Китайгородским проездами.

## История

### Предыстория
Современная Славянская площадь являлась частью площади Варварские Ворота, которая появилась в XIV веке и представляла собой дорогу из Кремля к Яузскому мосту. В 1380-м на её южной части Дмитрий Донской установил памятник павшим на Куликовом поле русским воинам — деревянную церковь, здание которой в 1488 году заменили каменным и назвали «Всех святых на Кулишках». Полноценно площадь оформилась в 1820-х после сноса земляных бастионов, которые были устроены Петром I во время Северной войны. В 1831—1832 годах на участке был установлен водоразборный фонтан Мытищинского водопровода, в 1913-м по проекту архитектора Ивана Кузнецова построен «Деловой двор». После революции 1917 года в нём размещались хозяйственные учреждения.

### Становление и развитие

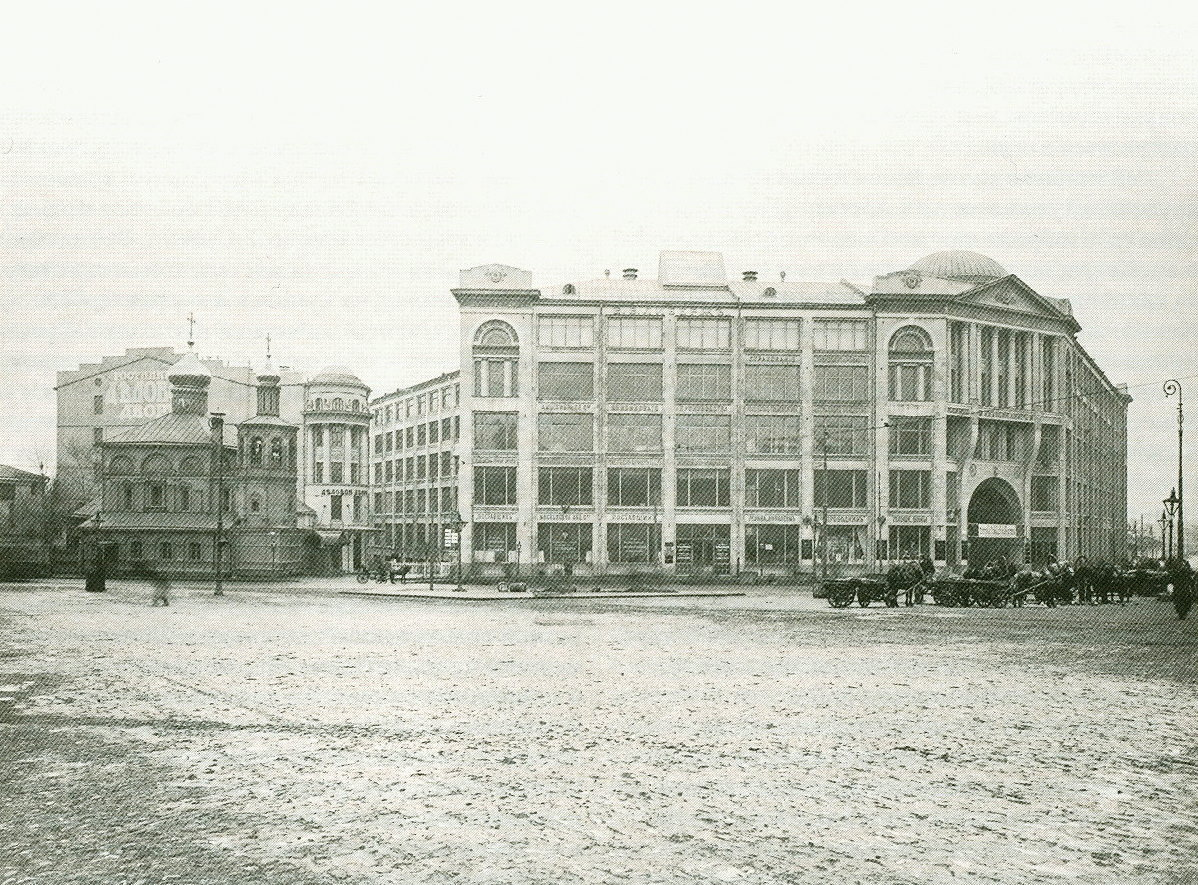
Деловой двор, 1913 год

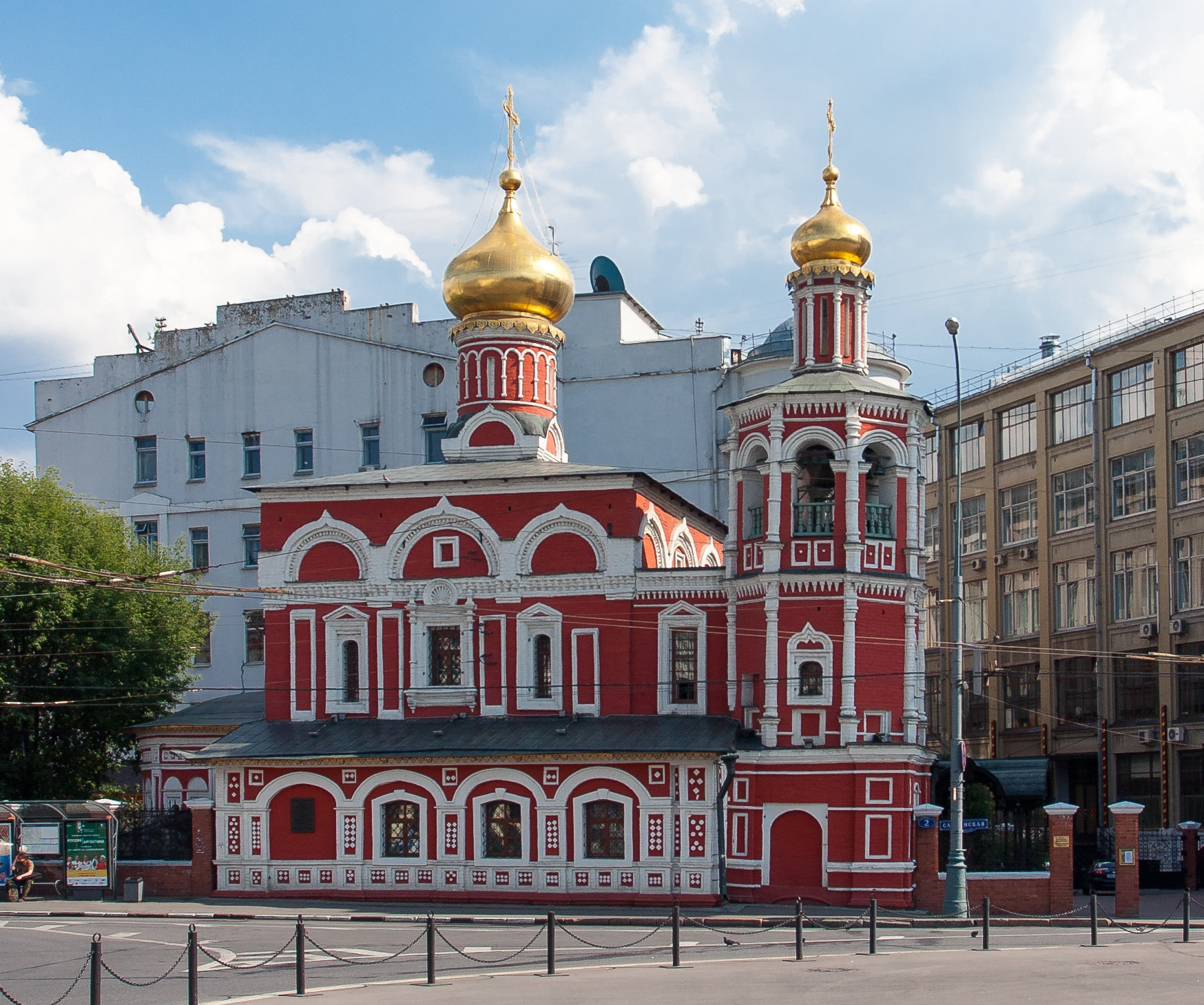
Церковь Всех святых на Кулишках, 2010 год

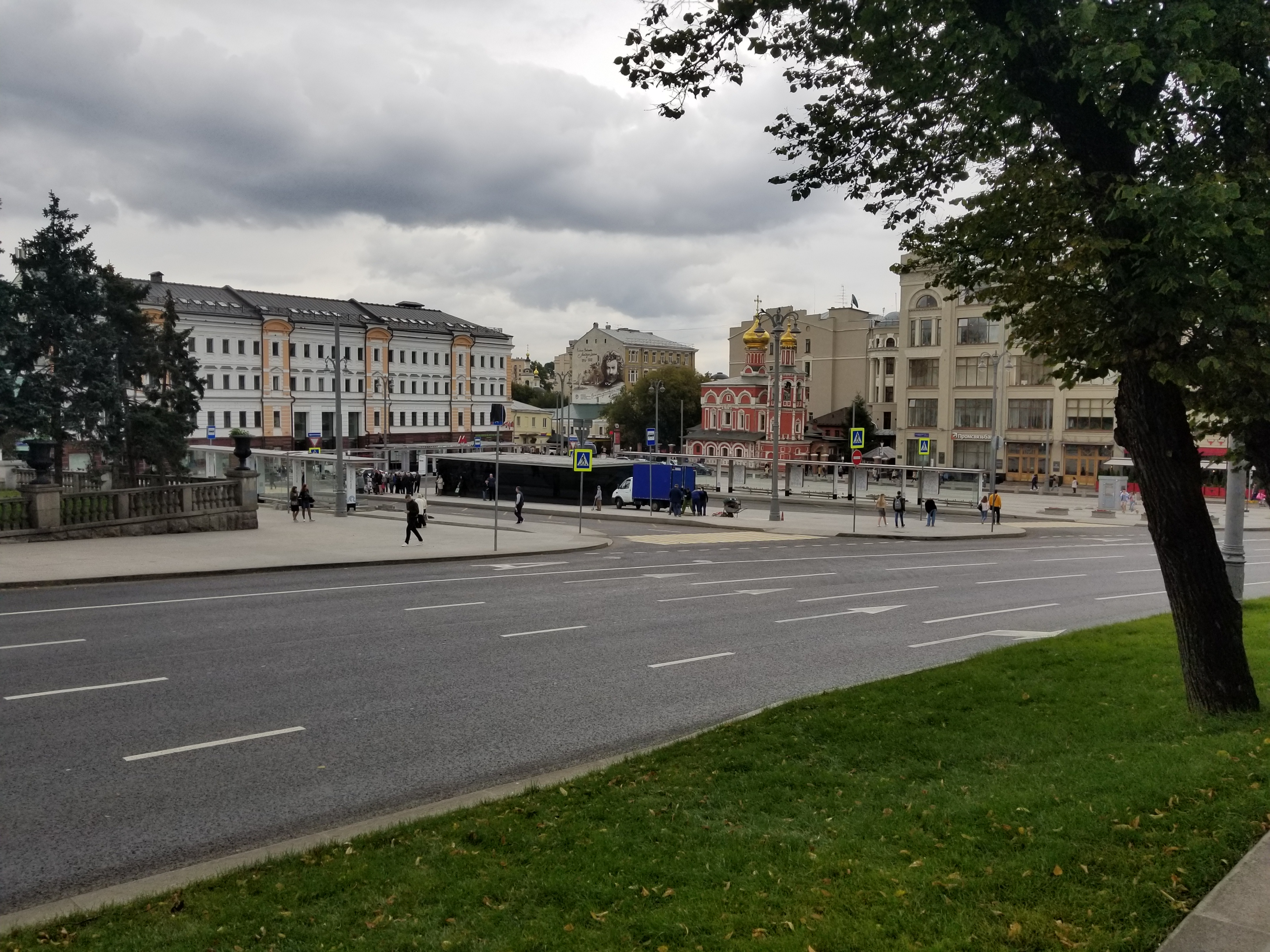
Площадь после реконструкции, 2017 год

В 1924 году площадь получила имя большевика, работника Высшего совета народного хозяйства Виктора Ногина. В 1972-м на участке будущей Славянской площади открыли одноимённую станцию метро «Площадь Ногина». В 1992-м территорию разделили на две части, западная получила историческое название Варварские Ворота. Восточную назвали Славянской площадью, поскольку одновременно на ней установили памятник создателям славянского алфавита Кириллу и Мефодию, авторства скульптора Вячеслава Клыкова. В 1993 году станцию метро переименовали в «Китай-город».
В 1999 году расположенная на Славянской площади церковь «Всех святых на Кулишах» получила статус Подворья Патриарха Московского и всея Руси и представительства Предстоятеля Александрийской Православной Церкви — Блаженнейшего Папы и Патриарха Александрийского и всей Африки. В 2000-х площадь использовали как стоянку общественного транспорта и парковку автомобилей. В 2005 году на территории открылся ресторан французской кухни. Также площадь являлась местом проведения митингов. Например, в декабре 2010 года участники выступили в защиту Химкинского леса от строительства трассы Москва-Санкт-Петербург. 
Славянская площадь является традиционным местом празднования Дня славянской письменности и культуры, который проходит при поддержке Правительства Москвы и Московской Патриархии.
С мая по сентябрь 2017 года площадь реконструировали в рамках программы благоустройства «Моя улица». Проект предполагал создание на этом месте крупнейшего транспортного узла столицы.
Уже сегодня поток пассажиров здесь составляет около 130 тысяч человек, в ближайшее время он составит около 200 тысяч. Здесь будет организована пересадка на метро, 11 маршрутов наземного городского транспорта, такси и, конечно, пешеходный маршрут до «Зарядья» и Кремля.мэр Москвы Сергей Собянин
В ходе реконструкции были обнаружены каменный фундамент и кирпичная арка белокаменного моста XVII века, который вёл к Варварским воротам. Длина участка составила 17 метров, а высота — полтора метра. После детального изучения находку укрыли под грунтом. В результате работ у северного вестибюля метро «Китай-город» организовали пять крытых остановок общественного транспорта. В программу благоустройства попал храм «Всех Святых на Кулишах»: здесь отреставрировали помещения в подклетной части и галереи, а также укрепили фундамент.

## Здания и сооружения
- Высшая школа экономики — Славянская площадь, дом № 4, строение 2. В начале XX века это был доходный дом, построенный по проекту архитектора Николая Жерихова. После окончания Великой Отечественной войны в здании размещались Госплан и Госкомцен РСФСР, а также Министерства труда. В 2015 году общество «Последний адрес» по договорённости с ректором университета установило на фасаде дома таблички с именами троих репрессированных в 1930-х жильцов[16].
- Гостинично-административный комплекс «Деловой двор» — Славянская площадь, дом № 2, строение 5. Построен в 1911—1913 годах по проекту архитектора Ивана Кузнецова. На 2019 год здание занимают коммерческие организации[17].
- Церковь Всех Святых на Кулишках — Славянская площадь, дом № 4-2/5с4. Была заложена при Дмитрии Донском, перестроена в камне в 1488 году, реконструирована в 1687—1689 годах[18].
- Памятник Кириллу и Мефодию — открыт в 1992 году, архитектор Юрий Григорьев, скульптор Вячеслав Клыков[19].
- Вестибюль станции метро «Китай город» [19].

## Транспорт
- Станции метро «Китай-город» Калужско-Рижской и Таганско-Краснопресненской линий.
- Автобусы e10, е30, е70, м6, м7, м40, м90, 538, н1, н2, н3, н4, н5, н6, н7, н8, н9, н11, н12, н13, н15